# Luis María Unamuno e Irigoyen
Luis María Unamuno e Irigoyen (Abadiano, 8 de Setembro de 1873 — Madrid, 2 de Outubro de 1943) foi um cientista espanhol, doutor em Ciências Naturais e director do Laboratório de Micologia do Real Jardim Botânico de Madrid. Foi membro da Real Academia de Ciencias Exactas, Físicas y Naturales entre muitas outras associações científicas espanholas e internacionais. 